# سالپ گرد بیکر
سالپ گرد بیکر (نام علمی: Cyclosalpa bakeri) نام یک گونه از تیره سالپ است.